# VentureStar
VentureStar var en föreslagen amerikansk raket som byggde på principen "ett steg till omloppsbannan". I utvecklingsfasen ingick en testfarkost vid namn X-33. Testerna med X-33 misslyckades och projektet lades ned 1 mars 2001.